# Aleutita
L'aleutita és un mineral que podria pertànyer tant als arsenats com als sulfats, i que encara es troba sense classificar.

## Característiques
L'aleutita és un arsenat sulfat de fórmula química [Cu₅O₂](AsO₄)(VO₄)·(Cu,K,Pb,Rb,Cs,)Cl. Cristal·litza en el sistema monoclínic. Va ser aprovada com a espècie vàlida per l'Associació Mineralògica Internacional l'any 2018.
L'exemplar que va servir per a determinar l'espècie, el que es coneix com a material tipus, es troba conservat a les col·leccions del museu mineralògic del departament de mineralogia de la Universitat Estatal de Sant Petersburg, a Rússia, amb el número d'espècimen 1/19689.

## Formació i jaciments
Va ser descoberta a la fumarola Iadovítaia, una fumarola que es troba al segon con d'escòria de l'avanç nord de l'erupció de la Gran Fissura del Tolbàtxik, al krai de Kamtxatka, Rússia. Es tracta de l'únic indret de tot el planeta on ha estat descrita aquesta espècie mineral.